# John Smit
John William Smit (Pietersburg, 3 aprile 1978) è un ex rugbista a 15 sudafricano che giocava nel ruolo di tallonatore. È stato campione del mondo nel 2007 con gli Springbok, dei quali è dal 2011 il detentore del maggior numero di presenze con 111, di cui 81 da capitano. Ha concluso la carriera internazionale dopo la Coppa del Mondo di rugby 2011 e tre anni dopo si è definitivamente ritirato dall'attività agonistica.

## Biografia
Esordiente a livello provinciale nei Natal Sharks nel 1998, l'anno successivo esordì da professionista nella franchise relativa in Super Rugby, gli Sharks; il 10 giugno 2000 esordì negli Springbok contro il Canada a East London.
Inizialmente si alternò nei ruoli di pilone e di tallonatore, prima di assumere quest'ultimo in pianta stabile; fu convocato alla Coppa del Mondo di rugby 2003 in Australia, in occasione della quale acquisì i gradi di capitano, mantenendola per 49 incontri consecutivi fino al 2008, quando saltò un incontro.
Fu presente, sempre da capitano, alla Coppa del Mondo di rugby 2007 nel corso della quale gli Springbok si laurearono campioni del mondo, e nella stagione successiva si trasferì in Francia al Clermont-Auvergne, per il quale aveva firmato un accordo pochi mesi prima; dopo una stagione tornò in patria agli Sharks.
Il suo ritiro internazionale è avvenuto dopo l'eliminazione nei quarti di finale della Coppa del Mondo di rugby 2011 a opera dell'Australia; con 111 presenze è il recordman di presenze degli Springbok, avendo staccato di una il precedente detentore del primato Victor Matfield, ritiratosi insieme a lui dopo la Coppa del Mondo.
Nel luglio 2011 firmò un contratto con i campioni inglesi uscenti dei Saracens. Lo stesso anno venne introdotto nella IRB Hall of Fame.
John Smit si ritirò dal rugby nel 2014 terminando la sua carriera in Inghilterra. In seguito assunse l'incarico di amministratore delegato degli Sharks.

## Palmarès
- Coppe del mondo: 1
Sudafrica: 2007